# SBB EW III
De EW III zijn rijtuigen van de Zwitserse spoorwegmaatschappij Schweizerische Bundesbahnen (SBB).

## Geschiedenis
In de jaren zeventig werd een nieuwe generatie rijtuigen ontwikkeld en gebouwd. Bij deze rijtuigen werd kantelbaktechniek voorbereid. Deze techniek werd als proef in enkele rijtuigen ingebouwd. Door de geringe maximumsnelheid van deze rijtuigen was het te duur om alle rijtuigen te voorzien van deze kantelbaktechniek.
De vier rijtuigen met aangepaste draaistellen hebben treeplanken aan de rijtuigbak en zijn genummerd:
- A: 18-34 000
- A: 18-34 001
- B: 29-34 000
- WR: 88-34 000

Bij de serie rijtuigen werden de treeplanken aan de draaistellen gemonteerd.
Tussen 1982 en 1985 gingen drie rijtuigen door een ongeval en door brand verloren.
Tussen 1986 en 1987 werden zeven tweedeklas rijtuigen omgebouwd tot tweedeklas stuurstandrijtuigen en werd een eersteklas rijtuig omgebouwd tot eersteklas eindrijtuig.
Er werden zes rijtuigen (4 x eerste klas en 2 x tweede klas) omgebouwd tot tentoonstellingsrijtuigen.
De restauratierijtuigen werden van een normale overgang voorzien om ook in gewone treinen dienst te kunnen doen.
In 2004 werden 57 rijtuigen verkocht aan BLS Lötschbergbahn (BLS) als EW III en werden hiervoor 32 rijtuigen van de serie EW IV gekocht van BLS Lötschbergbahn (BLS).

## Constructie en techniek
De rijtuigen zijn opgebouwd uit een aluminium frame. Bij de vorm van de rijtuigen was rekening gehouden met het inbouwen van de kantelbaktechniek. De SIG-draaistellen zijn voorzien van schroefveren.

### Nummers
De rijtuigen zijn als volgt genummerd:
| Lijst van de EW III-rijtuigen |          |                            |           |                                           |
| Soort / Aantal                | Eigenaar | UIC-nummer                 | Ombouw    | Opmerkingen                               |
| A / 25                        | SBB      | 50 85 18-34 000-024 CH-SBB |           |                                           |
| B / 35                        | SBB      | 50 85 29-34 000-035 CH-SBB |           |                                           |
| AD / 7                        | SBB      | 50 85 81-34 000-006 CH-SBB |           |                                           |
| WR / 6                        | SBB      | 50 85 88-34 000-005 CH-SBB |           |                                           |
| Bt / 7                        | SBB      | 50 85 80-34 990-996 CH-SBB | 1986-1987 | (omgebouwd uit B rijtuig 027-030,032-034) |

## Treindiensten
Deze rijtuigen werden als Swiss Express door de Schweizerische Bundesbahnen (SBB) ingezet op het volgende traject:
- Genevé - Lausanne - Bern - Zürich - St. Gallen (- Rorschach).

Na 1982 werden deze rijtuigen als Regio-Express door de Schweizerische Bundesbahnen (SBB) ingezet op de volgende trajecten:
- Zürich - Luzern
- Luzern - Langnau - Bern - Fribourg - Lausanne - Genève
- Luzern - Langnau - Bern - Basel